# Klara Perić
Klara Perić (Vinkovci, 30 marzo 1998) è una pallavolista croata, palleggiatrice dell'HAOK Mladost.

## Carriera

### Club
La carriera di Klara Perić inizia nella stagione 2014-15 giocando per l'HAOK Mladost, club militante della 1.A Liga croata: resta legata al club di Zagabria per due stagioni, vincendo due Coppe di Croazia e lo scudetto 2015-16.
Nella stagione 2016-17 viene ingaggiata dal Casalmaggiore, nella Serie A1 italiana, mentre in quella successiva veste la maglia del Barcellona, nella Superliga Femenina de Voleibol spagnola.
Per il campionato 2018-19 si accasa al club sloveno del Gorica, in 1. DOL, per poi difendere i colori del Vampula, nella stagione 2019-20, nella Lentopallon Mestaruusliiga finlandese e far quindi ritorno al club di Zagabria per il campionato 2020-21.

### Nazionale
Viene convocata nel 2015 nella nazionale croata Under-18, mentre nel 2016 è in quella Under-19 e Under-23. Nel 2017 fa parte della nazionale Under-20.
Ottiene le prime convocazioni nella nazionale maggiore nel 2016. Nel 2021 vince la medaglia d'argento all'European Golden League, mentre nel 2022 conquista l'oro alla Volleyball Challenger Cup.

## Palmarès

### Club
- Campionato croato: 1

2015-16
- Coppa di Croazia: 2

2014-15, 2015-16

### Nazionale (competizioni minori)
- European Golden League 2021
- Volleyball Challenger Cup 2022